# François André-Bonte
Pour les articles homonymes, voir François André, André et Bonte.
François André-Bonte, né François-Étienne-Jean-Baptiste André à Amiens en 1735 et mort à Lille le 30 juillet 1812 est un commerçant et un homme politique français.
Marchand de dentelles, il a été maire de Lille durant la Révolution et le siège de la ville de 1792.

## Biographie
Maire de Lille de décembre 1791 à décembre 1792, François André-Bonte est célèbre pour sa réponse aux Autrichiens, votée à l'unanimité de la Municipalité, lors du siège de 1792, gravée au pied de la colonne de la déesse, sur la place du Général-de-Gaulle à Lille : 

« Nous venons de renouveler notre serment d'être fidèle à la nation, de maintenir la liberté et l'égalité ou de mourir à notre poste. Nous ne sommes pas des parjures. »

Il est de nouveau maire de Lille de mai 1795 à janvier 1796.
Un monument à sa mémoire dû au sculpteur Jules Déchin et à l'architecte D. Ghesquier, situé place du Concert à Lille, a été inauguré le 26 avril 1908. La statue a été volée en 1918 et remplacée à l'identique en 1922. Le piédestal est orné de bas reliefs en bronze figurant des épisodes du siège de la ville,.

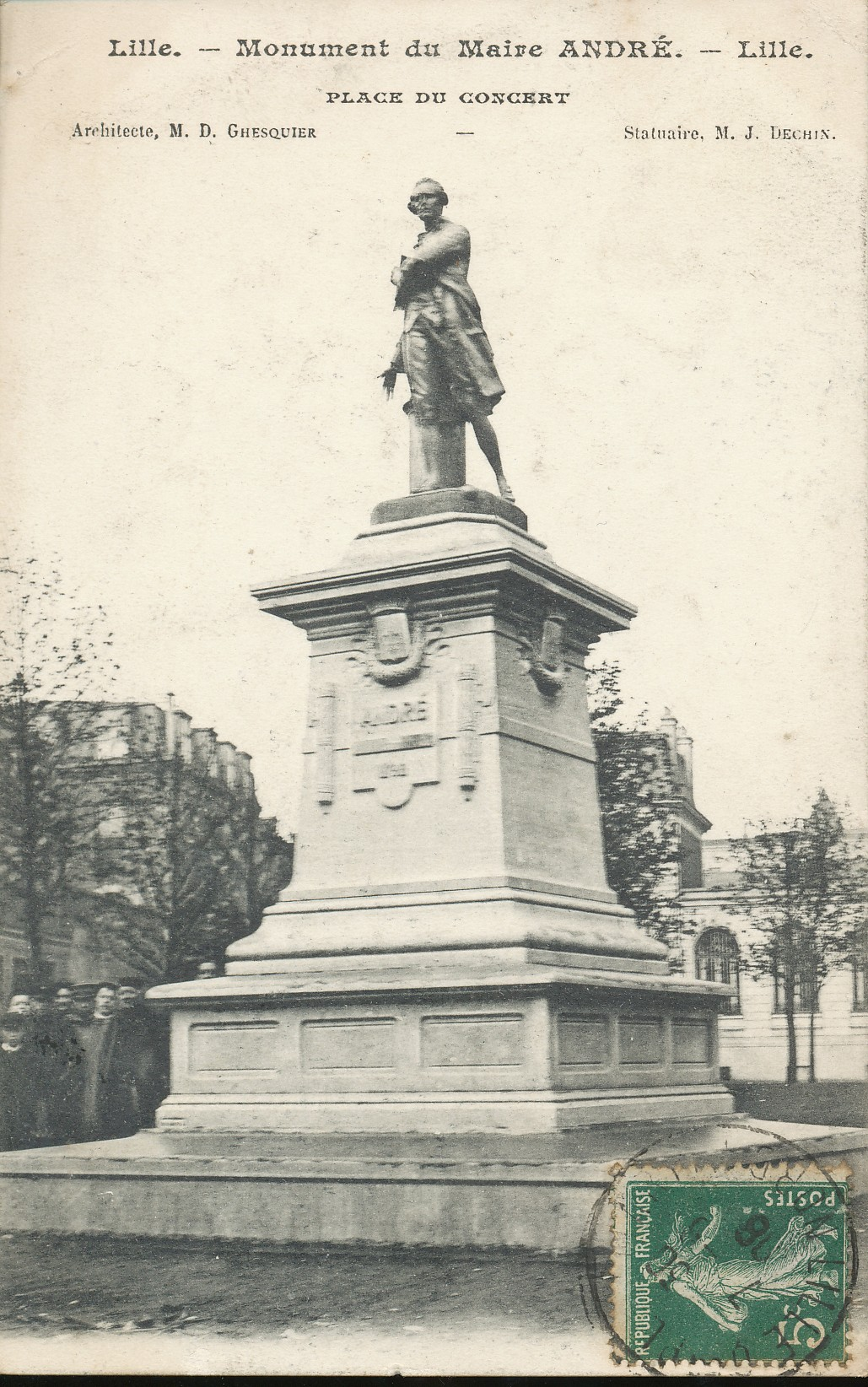
Jules Déchin, Monument à François André-Bonte (1908), Lille, place du Concert.